# Karin
För andra betydelser, se Karin (olika betydelser).
Karin (alternativ stavning Carin) är ett kvinnonamn, en kortform av Katarina. Namnet Karin har använts sedan mitten av 1400-talet. Kari är en norsk och dialektal svensk form av namnet. 
Karin är ett vanligt namn i Sverige. 31 december 2009 fanns det totalt 175 095 personer i Sverige med namnet Karin/Carin, varav 82 388 med det som tilltalsnamn.
År 2003 fick 1161 flickor namnet, varav 87 fick det som tilltalsnamn.
Karins namnsdag är den 2 augusti i Sverige. I den finlandssvenska namnsdagslängden har Karin namnsdag 25 november sedan starten 1929, då en egen namnsdagskalender togs i bruk för finlandssvenskar.
Karen är en dansk och norsk form av Karin. Detta namn är vanligt i den engelsktalande delen av världen.

## Personer med namnet Karin/Carin
- Karin Ahrland, politiker (FP), statsråd
- Karin Alexandersson, skådespelare
- Karin Alvtegen, författare
- Karin Andersson, politiker (C), statsråd
- Karin Balzer, östtysk friidrottare
- Karin Magdalena Bergquist, författare
- Karin Boye, författare
- Karin Branzell, operasångerska
- Karin Dreijer, musiker
- Karin Enke, östtysk hastighetsåkare på skridskor
- Karin Enström, politiker (M), statsråd
- Pilt Carin Ersdotter, dalkulla
- Karin Falck, programledare, TV-producent
- Karin Fossum, norsk författare
- Karin Fransson, kock
- Karin Gidfors, manusförfattare
- Karin Glenmark, musiker
- Karin Grönvall, riksbibliotekarie
- Carin Göring, första hustru till Hermann Göring
- Carin Götblad, länspolismästare
- Carin Hjulström, journalist och programledare
- Carin Holmberg, sociolog och feminist
- Backa Carin Ivarsdotter, skulptör
- Karin Janz, östtysk gymnast
- Karin Johannesson, biskop i Uppsala stift
- Karin Jota, legendarisk medeltida nämndeman
- Carin Jämtin, politiker (S), statsråd, landshövding
- Anna-Karin Kammerling, simmerska
- Karin Kock-Lindberg, politiker (S), statsråd
- Karin Krog, norsk jazzsångerska
- Karin Lamberg-Skog, längdskidåkare
- Karin Langebo, operasångare och harpist
- Karin Larsson-Bergöö, konstnär, g.m. Carl Larsson
- Karin Lindén, gymnast, OS-guld 1952, OS-silver 1956
- Karin Lyberg, författare
- Karin Långström Vinge, bloggare och präst i Svenska kyrkan, ledamot av Kyrkomötet (FiSK)
- Carin Mannheimer, författare och regissör
- Karin Mattsson Weijber, svensk idrottsledare, ordförande i Riksidrottsförbundet
- Karin Månsdotter, svensk drottning
- Karin Pilsäter, svensk politiker (FP)
- Karin Prien, tysk politiker
- Karin Rehnqvist, svensk kompositör
- Carin du Rietz (död 1788), gardessoldat (förklädd till man)
- Carin Rodebjer, modeskapare
- Carin da Silva, dansare, medverkande i Let's Dance
- Karin Starrin, politiker (C), landshövding i Hallands län
- Karin Svensson Smith, politiker (tidigare v, numera mp)
- Karin Söder, politiker (C), partiledare, statsråd
- Karin Torneklint, friidrottstränare, förbundskapten
- Karin Wahlberg, läkare och författare
- Karin Wallgren-Lundgren, friidrottare
- Carin Wester, modeskapare
- Karin Westerberg, pianist och sångerska
- Karin Åhlin, reformpedagog
- Karin Åström Iko, riksarkivarie

## Fiktiva figurer med namnet Karin
- Karin Andersson, Suneserien, Sunes mamma

## Personer med namnet Karen/Caren
- Karen Ankersted, dansk politiker
- Karen Armstrong, brittisk religionshistoriker
- Karen Blixen, dansk författare
- Karen David, indiskfödd engelsk skådespelare och singer-songwriter
- Karen Grassle, amerikansk skådespelare
- Karen Hildebrandt, dansk poet
- Karen Jespersen, dansk politiker och islamkritiker
- Karen McDougal, amerikansk fotomodell och skådespelare
- Karen Mulder, nederländsk fotomodell
- Karen-Lise Mynster, dansk skådespelare
- Karen L. Nyberg, amerikansk astronaut
- Karen Robson, australisk skådespelare
- Karen Scheutz, dansk dansös och koreograf
- Karen Strassman, amerikansk röstskådespelerska
- Karen Wegener, dansk skådespelare